# 瑞昌市
瑞昌市，是中华人民共和国江西省的一个县级市，由九江市代管，位于江西省北部，长江南岸，市政府驻湓城街道杨林湖大道170号。
瑞昌位于京九大动脉与长江黄金水道的交汇区，杭瑞高速公路、武九高速铁路穿境而过。境内有国家级非遗项目瑞昌剪纸、瑞昌竹编2项，省级非遗3项，九江市级非遗11项。

## 历史
东汉建安年间孙权拒曹操于赤壁，使程普屯兵于此，时有“赤乌之瑞，瑞应武昌”。晋为浔阳郡柴桑县地，唐初为浔阳县地，建中四年（783年）分浔阳西立赤乌场。南唐升元三年（939年）升赤乌场为瑞昌县。寓“祥瑞荣昌”之意。元属江州路，明属九江府，民国初属浔阳道。
1949年5月始，瑞昌属九江地区。1989年12月20日经国务院批准撤县设市。1990年11月11日，江西省人民政府决定对瑞昌市实行省计划单列。

## 地理
瑞昌市位于江西省北缘，九江市西部，长江中游南岸，北与湖北省武穴市隔江相望，南与德安县、武宁县相连，东临柴桑区，西接湖北省阳新县。总面积1419.31平方公里，市境介于北纬29°31′—29°51′，东经115°06′—115°43′之间，东西长60.55公里，南北宽51.55公里。:29
北临长江，境内河流大部分直接汇入长江，西部河流则汇入湖北富水水库再汇入长江。东部的赤湖为最大天然湖泊，与柴桑区共有。
境内山脉均属幕阜山支脉，最高峰为青山，海拔921米。

## 行政区划

### 现行区划
瑞昌市下辖2个街道办事处、8个镇、8个乡、3个农林场：
湓城街道、桂林街道、码头镇、白杨镇、南义镇、横港镇、范镇、肇陈镇、高丰镇、夏畈镇、乐园乡、洪一乡、花园乡、洪下乡、武蛟乡、横立山乡、黄金乡、南阳乡、赛湖农场、青山林场和大德山林场。

### 区划沿革
- 1984年，设置码头镇，管辖原码头公社（赣府厅字[1984]198号）。1989年9月27日，撤销白杨乡、南义乡，设立白杨镇、南义镇（赣民字[1989]128号批复）。
- 1991年3月18日，撤销横港乡，设立横港镇（赣民字[1991]47号批复）。
- 1992年5月6日，撤销湓城镇、桂林乡，设立湓城街道办事处、桂林街道办事处；撤销范镇乡、肇陈乡，设立范镇、肇陈镇（赣民字[1992]74号批复）。
- 1994年3月12日，撤销夏畈乡、高丰乡，设立夏畈镇、高丰镇（赣民字[1994]42号批复）。
- 2001年12月25日，撤销和平乡，划归南义镇；撤销峨嵋乡、乐山乡，划归横港镇；撤销九源乡，划归范镇；撤销洪岭乡，划归桂林街道办事处；撤销流庄乡，划归码头镇（赣民字[2001]601号批复）。

## 人口
2020年第七次人口普查结果，瑞昌市总人口（常住人口）共有138,755户、403,655人，城镇人口246,592人（占61.09%），乡村人口157,063人（占38.91%）。
2020年末统计，瑞昌市户籍人口共有45.75万人。

## 经济
2020年统计，瑞昌市国内生产总值为267.15亿元，第一、二、三产业增加值分别为21.14亿元、153.04亿元、92.97亿元。城镇居民人均可支配收入3.83万元，农村居民人均纯收入1.85万元。

## 风景名胜

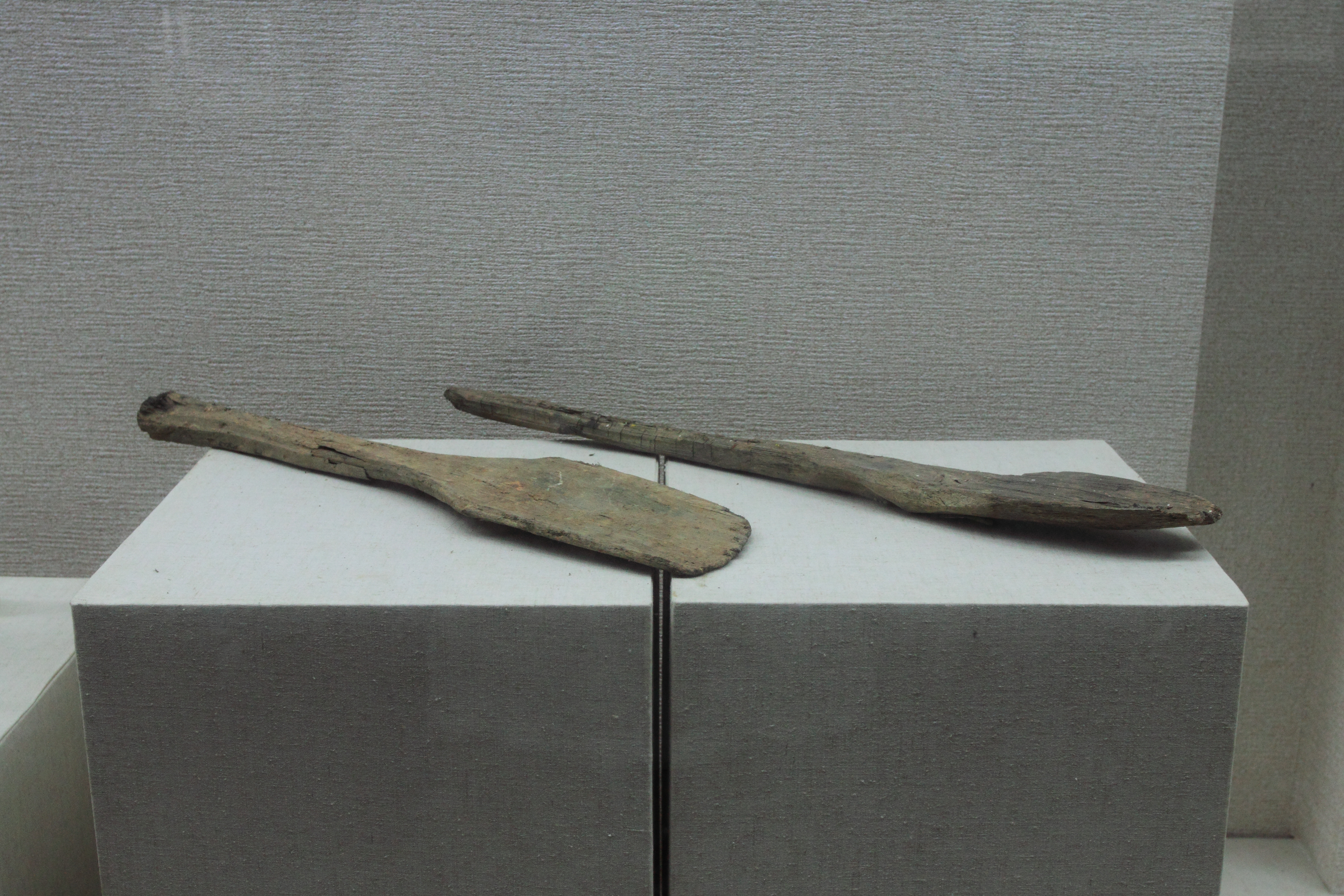
铜岭铜矿遗址出土木铲

- 全国重点文物保护单位：铜岭铜矿遗址
- 青山

## 交通
- 铁路：武九铁路(瑞昌站）、武九客運專線（瑞昌西站）
- 公路： 220国道、 316国道、 351国道， 305省道、 303省道
- 水路：长江